# 内山大輔
内山 大輔（うちやま だいすけ）は日本のプロデューサー。

## 経歴
1994年、株式会社バンダイに入社。2005年、バンダイとナムコの経営統合で誕生したバンダイナムコゲームス（現バンダイナムコエンターテインメント）に所属。2017年、執行役員CS事業部長に就任。2020年、株式会社バンダイナムコスタジオの代表取締役社長に就任。

## 主な作品
- ドラゴンボールZ 悟空飛翔伝（1994年、GB）
- ドラゴンボールZ 超武闘伝3（1994年、SFC）
- ドラゴンボールZ Ultimate Battle 22（1995年、PS）
- 北斗の拳 世紀末救世主伝説（2000年、PS）
- ONE PIECE グランドバトル（2001年、PS）
- .hackシリーズ（2002年 - 、ゲーム、アニメ、漫画）
- NARUTO -ナルト- ナルティメットヒーローシリーズ（2003年 - ）
- ドラゴンボールZ (ゲーム)（2003年、PS2）
  - ドラゴンボールZ2（2004年、PS2）
  - ドラゴンボールZ3（2005年、PS2）
- 超ドラゴンボールZ（2006年、PS2）
- ソウルキャリバーIV（2008年、PS3、Xbox 360）
- スカイ・クロラシリーズ（2008年 - 、ゲーム、アニメ）
- ファミリースキー（2009年、Wii）
- DARK SOULS（2011年、PS3、Xbox 360）
- SHORT PEACE（2013年、アニメ）
- 双星の陰陽師（2015年、アニメ）